# Vida (singel)
„Vida” to piosenka latin-popwa wykonywana przez portorykańskiego piosenkarza Ricky’ego Martina, stworzona na album kompilacyjny One Love, One Rhythm – The 2014 FIFA World Cup Official Album (2014). Wyprodukowany przez Salaama Remi, utwór wydany został jako drugi singel promujący krążek dnia 22 kwietnia 2014 roku.

## Informacje o utworze
Nagranie powstawało w 2014 roku w Miami oraz Nowym Jorku. Istnieją wersja anglojęzyczna oraz Spanglish piosenki.

### Obecność w kulturze masowej
Wiosną 2016 roku nagranie, a właściwie jego wersja Spanglish, znalazło się na playliście sporządzonej przez kandydującą na stanowisko prezydenckie byłą sekretarz stanu USA Hillary Clinton. Za pośrednictwem serwisu Spotify Clinton skompilowała playlistę trzydziestu utworów muzycznych; wykonawcą każdej z piosenek został artysta mocno zaangażowany w działalność społeczną. 6 czerwca 2016 odbył się koncert zorganizowany przez komitet Hillary Victory Fund. Wzięli w nim udział wspierani przez Hilton piosenkarze.

## Pozycje na listach przebojów
| Kraj              | Notowanie (2014)       | Wydawca        | Najwyższa pozycja |
| ----------------- | ---------------------- | -------------- | ----------------- |
| Australia         | Top 100 Singles        | ARIA Charts    | 75                |
| Dominikana        | Pop Singles Chart      | Monitor Latino | 12                |
| Hiszpania         | Top 50 Singles         | PROMUSICAE     | 5                 |
| Meksyk            | Official Airplay Chart | IFPI           | 7                 |
| Stany Zjednoczone | Hot Latin Tracks       | Billboard      | 5                 |
| Stany Zjednoczone | Latin Pop Songs        | Billboard      | 4                 |